# Stegerveld
Stegerveld is een agrarische buurtschap in Ommen, in de Nederlandse provincie Overijssel. De buurtschap is gesitueerd noordelijk van het gehucht Stegeren ten noordoosten van de stad Ommen en ligt op ongeveer 17 kilometer van Hoogeveen. De buurtschap telt ongeveer 350 inwoners.
Nadat in 2005 het gelijknamige munitiemagazijnencomplex was gesloten, stonden Gedeputeerde Staten de gemeente Ommen in 2006 toe om weer bouwvergunningen te verlenen in het gebied rondom het voormalige complex.

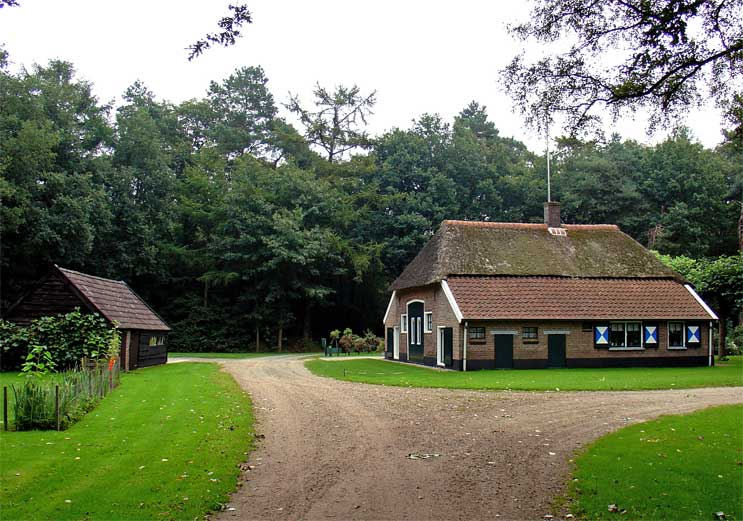
Nabij Stegerveld

Stad: Ommen      Dorpen: Lemele · Vilsteren 

Buurtschappen: Archem · Arriën · Arriërveld · Beerze · Beerzerveld · Besthmen · Dalmsholte (deels) · Eerde · Emsland · Giethmen · Hoogengraven · Junne · Nieuwebrug · Ommerbosch · Ommerkanaal · Ommerschans · Ommerveld · Rotbrink · Stegeren · Stegerveld · Varsen · Vinkenbuurt · Witharen · Zeesse

Overijssel · Steden en dorpen      Nederland · Provincies · Gemeenten